# Pirgula decempunctata
Pirgula decempunctata är en fjärilsart som beskrevs av Günter Theodor Tessmann 1921. Pirgula decempunctata ingår i släktet Pirgula och familjen tofsspinnare. Inga underarter finns listade i Catalogue of Life.